# Hiroyuki Abe
Hiroyuki Abe (n. 5 iulie 1989, Nara, Japonia) este un fotbalist japonez.
În 2017, Abe a jucat 3 meciuri pentru echipa națională a Japoniei.

## Statistici
| Japonia | Japonia | Japonia |
| An      | Meciuri | Goluri  |
| ------- | ------- | ------- |
| 2017    | 3       | 0       |
| Total   | 3       | 0       |